# Исейин
Исе́йин, или Исейи́н (англ. Iseyin) — город в штате Ойо (Нигерия). Население — 256 926 чел. (по данным 2006 года).
Город был основан в начале 1860-х годов англиканскими миссионерами. В 1916 г. здесь имели место акции протеста в связи с тем, что местный правитель был поставлен в подчинение генерал-губернатору Лугарду.
Будучи традиционным центром хлопководства, Исейин известен ныне как город с развитой техникой крашения тканей. В окрестностях города выращивают табак, тик, маис, ямс, маниок и арахис. Также в городе развиты металлургия и производство изделий из чугуна.